# Lepanthes adrianae
Lepanthes adrianae är en orkidéart som beskrevs av Carlyle August Luer. Lepanthes adrianae ingår i släktet Lepanthes och familjen orkidéer.
Artens utbredningsområde är Peru. Inga underarter finns listade i Catalogue of Life.